# Picumnus nigropunctatus
Picumnus nigropunctatus är en fågel i familjen hackspettar inom ordningen hackspettartade fåglar.

## Utbredning och systematik
Fågeln förekommer i nordöstra Venezuela. Den kategoriserades tidigare som egen art, men inkluderas allt oftare som del av fjällig dvärgspett (P. squamulatus), som synonym med taxonet obsoletus.

## Status
IUCN kategoriserar arten som livskraftig.